# Obytný dům a kino Metropol

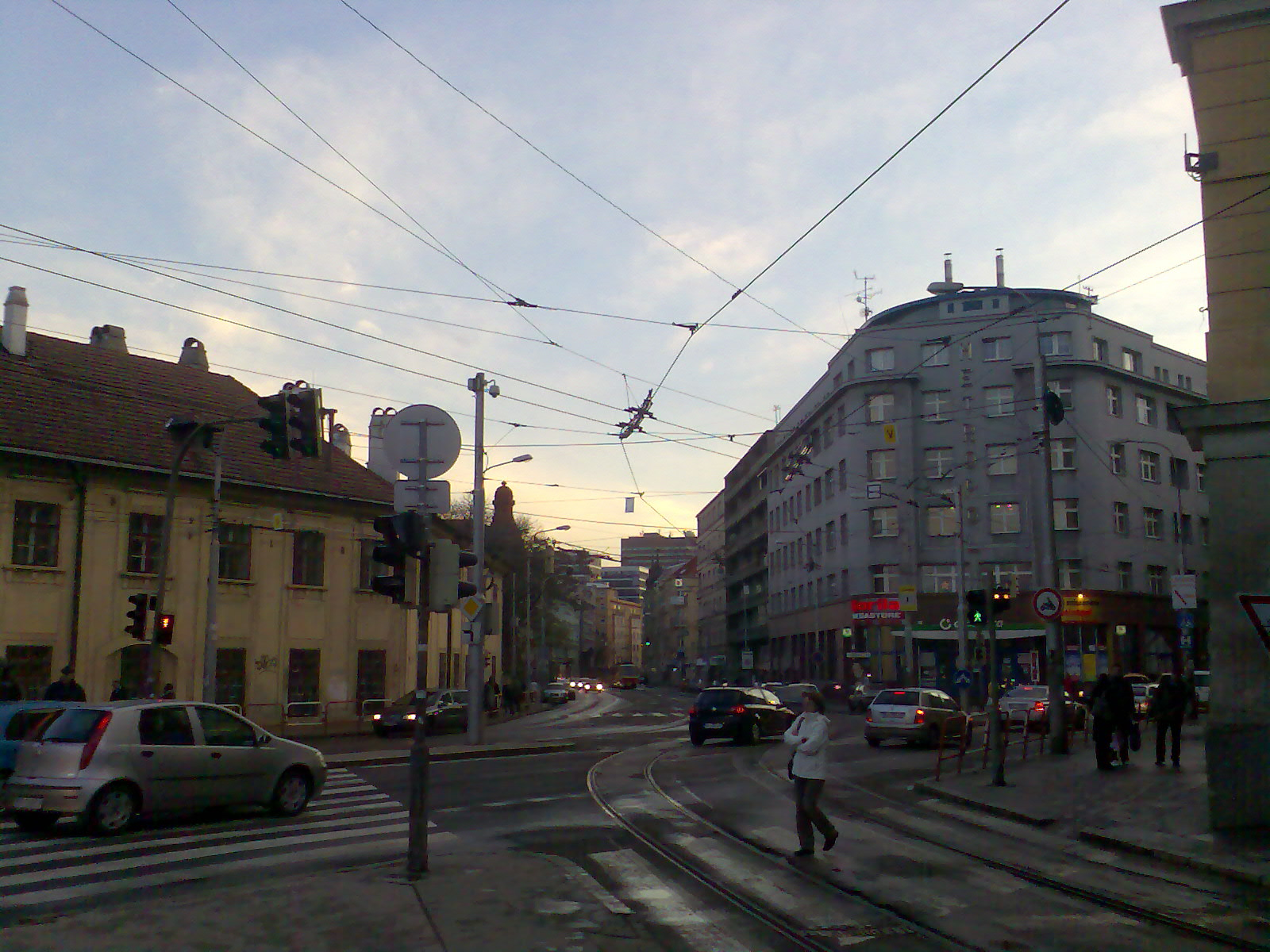
Obytný dům a kino Metropol

Obytný dům a kino Metropol je objekt nacházející se v Bratislavě mezi ulicemi Mickiewiczovou a Špitálskou.
Datuje se do roku 1927 (projekt), 1928 (realizace), 1997 (rekonstrukce).
Autorem díla je Juraj Tvarožek (projekt), Ján Miloslav Bahna, Ľubomír Závodný a Matej Siebert (rekonstrukce).
Investorem je Tomáš Tvarožek, (jeden z ředitelů Městské spořitelny, bratr architekta Juraje Tvarůžka).
Tvarem je to nárožní dům, sevřený ulicemi Mickiewiczova a Špitálska, tvoří dvě pětipatrová křídla, překrytá plochou střechou, která se setkávají ve zkoseném a zaobleném nároží.
Exteriér budovy je tradičně rozdělen na parter, tělo stavby a ukončení, zde v podobě výrazné římsy nad čtvrtým patrem. Pravidelný rastr téměř čtvercových oken se subtilními kamennými šambránami na jinak nezdobené fasádě odkazuje na v té době doznívající proud konzervativně laděné moderní architektury, reprezentovaný v Bratislavě především architekty německého kulturního okruhu, například Franzem Wimmerem (1885-1953).
Dispoziční řešení je takové, že v dvoupatrovém suterénu bylo umístěno kino s interiérovou výzdobou inspirovanou stylem Art deco, na přízemí kavárna Metropol, přístupná z nároží, a na patrech dvou-, tří- a čtyřpokojové byty. Kinosál byl zrušen v první polovině 90. let.
V roce 1997 prošla budova kompletní rekonstrukcí podle projektu architektů Jana Bahna a Ľubomíra Závodného, přičemž vnitřní prostory byly adaptovány pro účely banky. Nová kavárna, navržená Lubomírem Závodným a Matějem Siebertom, našla své místo na prvním patře nad hlavním nárožním vchodem.